# Датекс
„Датекс“ е компания за производство на електроника и софтуер в София, България. Новата централа и производствена база е на адрес улица „Датекс“ № 4.

## История
Основана е през 1990 г. от група учени от Института по приложна кибернетика на БАН, чийто наследник днес е Институтът по компютърни и комуникационни системи.
Известна като производител на касови апарати, покриващ около 45 % от българския пазар. Създава програмата FlexType за кирилизиране на Windows и програмата за сричкопренасяне и проверка на правописа FlexWord, закупена (1997) от Microsoft и внедрена в нейните офис-приложения. Повече от 95% от компютрите в България и много от компютрите в Европа и САЩ ползват кирилица с помощта на Flex Type и/или FlexWord.
Компанията изнася 90% от продукцията си – касови апарати, принтери за тях и друга електроника, както и софтуерни продукти, за много страни по света – главно в Европа, също в САЩ и Япония.